# Heinz Jergens
Karl-Heinrich Jergens, genannt Heinz, (* 24. Januar 1923; † 6. August 2007) war ein deutscher Fußballspieler.

## Leben
Aus Jergens’ Kindheit ist bekannt, dass er mit seinem späteren Mannschaftskollegen Ernst Liebrich befreundet war. Später waren Jergens, Liebrich und Werner Baßler auch gemeinsam Lehrlinge beim Nähmaschinenhersteller Pfaff.
Als Jugendlicher schloss sich Jergens dem FCK an. Nachdem er 1940 zur Ersten Mannschaft gekommen war, wurde er 1941/42 mit dem FCK Meister in der Gauliga Westmark. Im Team spielten damals mit Werner Kohlmeyer sowie Fritz und Ottmar Walter schon drei der fünf späteren Lauterer Weltmeister von 1954. In der folgenden DM-Endrunde, die erste für den Verein überhaupt, schied man im zweiten Spiel (Achtelfinale) gegen den FC Schalke 04 aus. Jergens bestritt beide Spiele. In der Folgezeit war Jergens weiterhin im Team, doch auch er wurde zur Wehrmacht eingezogen. Er geriet in sowjetische Kriegsgefangenschaft, aus der er erst 1949 zurückkehrte. Zurück in der Heimat schloss er sich wieder dem FCK an, der jetzt in der Oberliga Südwest spielte. Zur Saison 1950/51 gehörte er dann auch wieder zum Stammpersonal der Mannschaft, die sich in der Endrunde um die deutsche Meisterschaft durchsetzte und mit einem 2:1 im Endspiel gegen Preußen Münster Deutscher Meister wurde. Auch im Endspiel stand Heinz Jergens in der Startelf. Im Jahre 1951 wurde er zusammen mit der Mannschaft des FCK mit dem Silbernen Lorbeerblatt ausgezeichnet.
1952 wechselte Jergens zum VfR Kaiserslautern, mit dem er bis 1955 in der Oberliga spielte. Bei Pfaff stieg er bis zum leitenden Angestellten im Verkauf auf.